# Umile da Petralia
Umile da Petralia oder Petraia (* zwischen 1580 und 1600 in Petralia Soprana; † 9. Februar 1639 in Palermo) war ein italienischer Bildschnitzer des Frühbarock auf Sizilien.

## Leben
Der Minoritenpater Umile da Petralia gilt als einer der bedeutendsten Schnitzer von Kruzifixen und Heiligenfiguren im Frühbarock, die von ergreifendem menschlichem Ausdruck geprägt sind. Als Giovanni Francesco Pintorno wurde er zwischen 1580 und 1600 in Petralia Soprana, einem Lehen des Herzogs von Montalto als Sohn eines Holzschnitzers geboren. In der Werkstatt des Vaters begann er seine Ausbildung und ging dann nach Palermo um sich weiterzubilden. 1616 kehrte er nach dem Tod des Vaters zurück, wohl um dessen Werkstatt weiterzuführen. Bis 1623 sind keine Dokumente über sein Leben bekannt. Noch vor 1623 tritt er in das Franziskanerkloster S. Maria di Gesù in Palermo ein und im November 1623 wurde er unter „Frate Umile da Petralia Soprana“ geführt. Das Noviziat führte ihn nach Nicosia, wo er begann, Kruzifixe zu schnitzen, die vor allem auf Sizilien in zahlreichen Kirchen zu finden sind. 1638 zog er nach Palermo in das Kloster Sant’Antonio, wo er ein Jahr später starb und der Kirche Sant Antonino beigesetzt wurde.

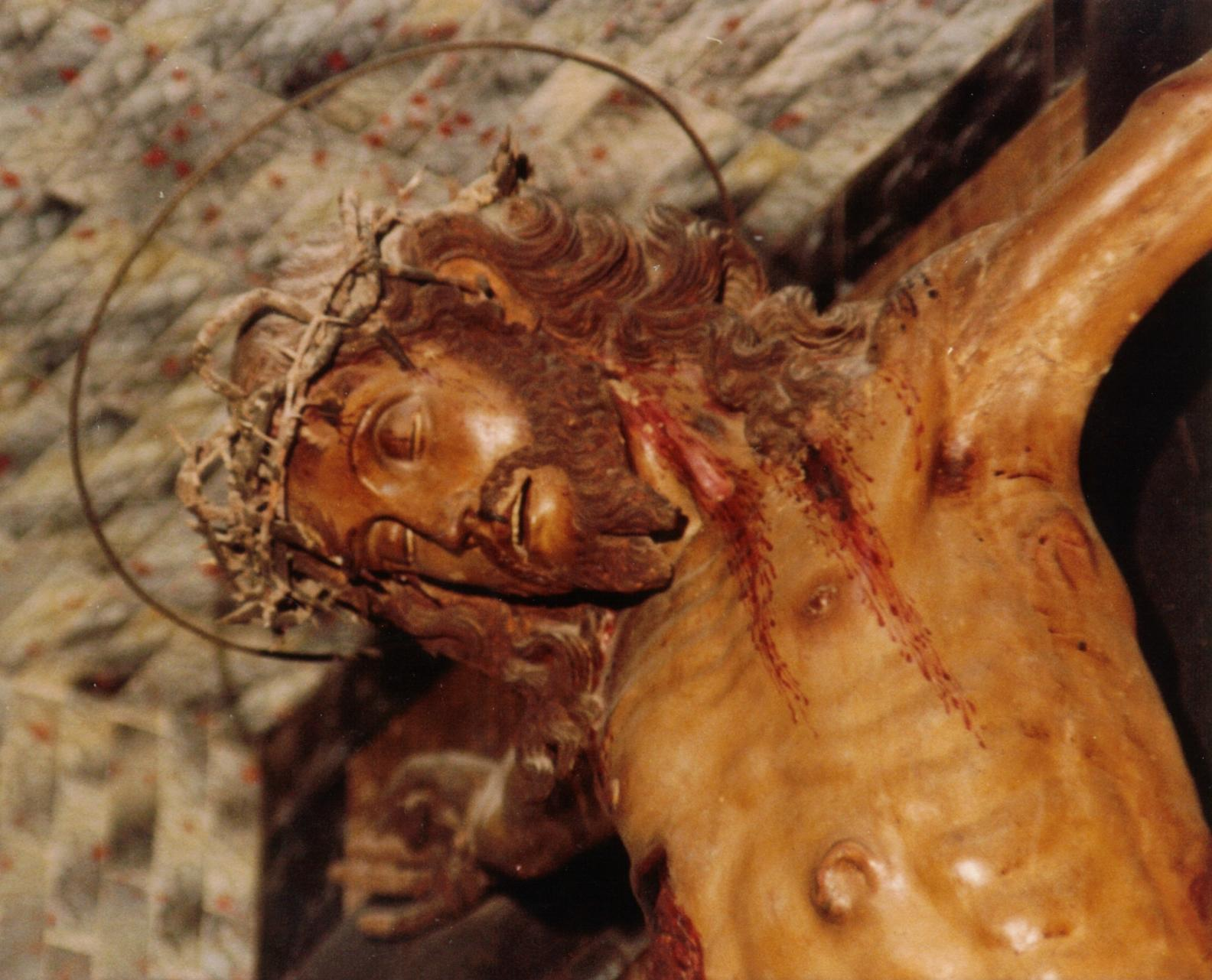
Kruzifix (Ausschnitt) von Umile da Petralia. Chiesa San’Anna (Aidone)

## Werke
30 Kruzifixe von seiner Hand gelten als gesichert und weitere 30 werden ihm zugeschrieben.
Sie befinden sich in Acicatena, Agira, Agrigento, Aidone, Bisignano, Caltagirone, Caltanissetta, Campobello, Catania, Cerami, Chiaromonte, Collesano, Comiso, Cutro, Enna, Ferla, Galati Mamertino, Gangi, Messina, Milazzo, Mistretta, Mojo Alcantara, Mussomeli, Naro, Palermo, Petralia Soprana, Piazza Armerina, Pietraperzia, Randazzo und Salemi.
Die Autorenschaft der Kruzifixean Umile in Adrano, Caltanissetta, Caprileone, Castelbuono, Chiusa Sclafani, Grammichele, Gratteri, Isnello, Palermo, Pesaro, Petralia Sottana ist umstritten.
Außerhalb Siziliens sind ihm weitere Arbeiten in Miglionico, La Valletta und Afragola zugeschrieben.
Außer den Kruzifixen sind je ein Ecce Homo in Palermo, Calvaruso (villa franca) von 1634 und in Mesoraca von Umile bekannt.